# Akta X
Akta X (v anglickém originále The X-Files) je americký sci-fi televizní seriál, poprvé byl vysílán na kanálu Fox 10. září 1993, v Česku byl poprvé vysílán na TV Nova. Poslední díl byl odvysílán 19. května 2002. Hlavní role hrají David Duchovny (zvláštní agent Fox Mulder) a Gillian Andersonová (zvláštní agentka Dana Scullyová). Autorem námětu byl Chris Carter.
V březnu 2015 byl ohlášen návrat Akt X na obrazovky stanice Fox. Při premiéře 24. ledna 2016 se v hlavních rolích představili opět David Duchovny, Gillian Andersonová, Mitch Pileggi (zástupce ředitele Skinner) a William B. Davis (muž s cigaretou). Výkonným producentem a scenáristou je opět Chris Carter.

## Obsah
Agenti řeší případy zařazené mezi tzv. Akta X, nevysvětlitelné případy související často s paranormálními jevy a s možnou existencí mimozemského života na planetě Zemi. Zároveň se snaží odhalit pravdu o vládním spiknutí, jehož cílem je skrýt pravdu o přítomnosti mimozemšťanů a možné kolonizaci planety.

## Hlavní role
| Postava                                         | Herec               | Český dabing                                                                                                 |
| ----------------------------------------------- | ------------------- | --- |
| agent Fox Mulder                                | David Duchovny      | Ladislav Cigánek                                                                                             |
| agentka Dana Scullyová                          | Gillian Andersonová | Jana Musilová                                                                                                |
| Walter Skinner, zástupce ředitele FBI           | Mitch Pileggi       | Zdeněk Dvořák (1. řada) Václav Knop (2.–4. řada VHS, 5.–9. řada TV, 9. řada DVD) Aleš Jarý (2.–4. řada TV)   |
| muž s cigaretou                                 | William B. Davis    | Jiří Brož (1. řada, 2.–4. řada TV) Petr Oliva (2.–4. řada VHS, 5.–9. řada TV, 9. řada DVD)                   |
| muž z Pentagonu (1. řada)                       | Jerry Hardin        | Jiří Brož (1. řada)                                                                                          |
| Margaret Scullyová (1.–9. řada)                 | Sheila Larkenová    | Aranka Lapešová (1. řada) Hana Talpová (2.–4. řada VHS, 5.–9. řada TV) Jaroslava Obermaierová (9. řada DVD)  |
| John Byers, „Osamělí střelci“ (1.–9. řada)      | Bruce Harwood       | Jiří Dvořák (1. řada) Milan Bouška (2.–4. řada VHS, 5.–9. řada TV, 9. řada DVD) Martin Sláma (2.–4. řada TV) |
| Richard Langly, „Osamělí střelci“ (1.–9. řada)  | Dean Haglund        | Tomáš Čisárik (1. řada, 2.–4. řada TV) Antonín Navrátil (2.–4. řada VHS, 5.–9. řada TV, 9. řada DVD)         |
| Alex Krycek (2.–9. řada)                        | Nicholas Lea        | Martin Velda (2.–4. řada VHS, 5.–9. řada TV, 9. řada DVD) Aleš Zbořil (2. řada TV)                           |
| pan X (2.–4. řada)                              | Steven Williams     | Vladimír Čech (2.–4. řada VHS) Daniel Dítě (2.–3. řada TV)                                                   |
| Melissa Scullyová (2.–3. řada)                  | Melinda McGrawová   | Radka Stupková (2.–3. řada VHS)                                                                              |
| Melvin Frohike, „Osamělí střelci“ (2.–9. řada)  | Tom Braidwood       | Václav Mareš (2.–4. řada VHS, 5.–8. řada TV, 9. řada DVD) Bohuslav Kalva (9. řada TV)                        |
| Teena Mulderová (2.–6. řada)                    | Rebecca Toolanová   | Eva Jiroušková (2.–4. řada VHS, 5.–6. řada TV) Jaroslava Obermaierová (7.–8. řada TV)                        |
| Bill Mulder (2. řada)                           | Peter Donat         | Jiří Holý (2. řada VHS)                                                                                      |
| Marita Covarrubiasová (4.–9. řada)              | Laurie Holdenová    | Regina Řandová (4. řada VHS, 5.–9. řada TV, 9. řada DVD) Erika Kubálková (4. řada TV)                        |
| muž s pěstěnýma rukama (4. řada)                | John Neville        | Vladimír Brabec (4. řada VHS, 5.–6. řada TV)                                                                 |
| Alvin Kersh, zástupce ředitele FBI (5.–9. řada) | Jim Pickens Jr.     | Pavel Rimský (5.–9. řada TV, 9. řada DVD)                                                                    |
| Michael Kritschgau (5.–8. řada)                 | John Finn           | Jiří Prager (5.–8. řada TV)                                                                                  |
| Jeffrey Spender (5.–6. řada, 9. řada)           | Chris Owens         | Filip Jančík (5.–6. řada TV, 9. řada DVD, 9. řada TV)                                                        |
| Bill Scully (5.–6. řada)                        | Pat Skipper         | David Vejražka (5.–6. řada TV)                                                                               |
| Diana Fowleyová (5.–8. řada)                    | Mimi Rogersová      | Zuzana Schulzová (5.–8. řada TV)                                                                             |
| Gibson Praise (5.–8. řada)                      | Jeff Gulka          | Vojtěch Kotek (5.–6. řada TV) Tomáš Materna (7.–8. řada TV)                                                  |
| agent John Doggett (7.–9. řada)                 | Robert Patrick      | Zdeněk Mahdal (7.–9. řada TV, 9. řada DVD)                                                                   |
| agentka Monica Reyesová (7.–9. řada)            | Annabeth Gishová    | Dagmar Čárová (7.–9. řada TV, 9. řada DVD)                                                                   |
| Adam Baldwin (7.–9. řada)                       | Knowle Rohrer       | Jakub Saic (7.–9. řada TV, 9. řada DVD)                                                                      |
| Billy Miles (7.–8. řada)                        | Zachary Ansley      | Filip Jančík (7.–8. řada TV)                                                                                 |
| Leyla Harrisonová (7.–8. řada)                  | Jolie Jenkinsová    | Radka Přibyslavská (7.–8. řada TV)                                                                           |
| Brad Follmer (9. řada)                          | Cary Elwes          | Martin Stránský (9. řada DVD) Gustav Bubník (9. řada TV)                                                     |

Komentář a titulky místa a času čte v českém znění v 1.–4. řadě Tomáš Čisárik, v 2.–4. řadě na VHS, v 5.–9. řadě v TV a v 9. řadě na DVD Vladimír Fischer. Titulky seriálu čte v 1.–4. řadě rovněž Tomáš Čisárik, ve 3.–4. řadě na VHS Bohdan Tůma, v 5.–9. řadě v TV Antonín Navrátil.

## Zajímavosti
- typická melodie seriálu se neobjevila v prvním pilotním díle. Vznikla totiž až po jeho odvysílání,
- scénář k 10. dílu 5. série napsal Stephen King,
- celkem bylo natočeno 208 epizod, včetně úvodního pilota a šestidílné 10. série,
- na konci počátečních titulků většiny epizod se objevuje heslo "The Truth is Out There" (Pravda je tam venku). Jen v 19 epizodách se objevují jiná hesla.